# Міністерство місцевої паливної промисловості Української РСР
Міністерство місцевої паливної промисловості Української РСР — республіканське міністерство, входило до системи органів місцевої паливної промисловості СРСР і підлягало в своїй діяльності Раді Міністрів УРСР.

## Історія
Створене з Народного комісаріату місцевої паливної промисловості УРСР у березні 1946 року у зв'язку з переформуванням наркоматів. 25 травня 1953 року об'єднане з Міністерством місцевої промисловості Української РСР в єдине Міністерство місцевої і паливної промисловості Української РСР. 

## Народні комісари місцевої паливної промисловості УРСР
- Дехтярьов Семен Іванович (1939—1941)
- Шаповалов Георгій Георгійович (1941—1946)

## Міністри місцевої паливної промисловості УРСР
- Шаповалов Георгій Георгійович (1946—1949)
- Шпанько Тимофій Панкратович (1949—1953)